# Матвійченко Павло Васильович
Павло Васильович Матвійченко (нар. 12 липня 1969, Київ, УРСР) — радянський та український футболіст, нападник.

## Кар'єра гравця
У 1990 році розпочав футбольну кар'єру в складі охтирського «Нафтовика». На початку 1992 року виступав у краснопільському «Яворі», але в травні 1992 року повернувся до «Нафтовика». Влітку 1993 року виїхав до Болгарії, де виступав у клубах «Етир» та «Корабостроітел». влітку 1994 року став гравцем полтавської «Ворскли», а через рік прийняв запрошення військового клубу ЦСКА (Київ). Наприкінці вересня 1995 року виступав у фарм-клубі киян, рівненському «Вересі». На початку 1996 року перейшов до вінницької «Ниви». Потім виступав в аматорському клубі «Зірка» (Сміла). Під час зимової перерви сезону 1997/98 років підсилив складі кременчуцького «Кременя». У 1999 році повернувся до Києва, де приєднався до клубу «Оболонь-ППО» (Київ). У 2000 році виступав в аматорському клубі ГПЗ (Варва), в якому й завершив кар'єру гравця.

## Кар'єра тренера
По завершенні ігрової кар'єри розпочав тренерську діяльність. У сезоні 2004/05 років очолював друголіговий клуб «Система-Борекс» (Бородянка). У 2009 році працював асистентом головного тренера в краснодарській «Кубані», паралельно з цим тренував дублерів краснодарського колективу. У червні 2015 року був призначений на посаду головного тренера «Енергії» (Нова Каховка). 
27 серпня 2015 року був звільнений з займаної посади. В подальшому працював інструктором УАФ, займаючись підготовкою тренерів.
30 липня 2025 року був призначений тимчасовим головним тренером клубу СК «Полтава» із завданням тренувати "містян" до моменту поки попередній головний тренер клубу Володимир Сисенко не отримає тренерську ліцензію Pro, потрібну для роботи з клубами УПЛ.